# テリー・イーグルトン
テリー・イーグルトン（Terry Eagleton、1943年2月22日 - ）は、イングランド・サルフォード出身の文芸批評家、哲学者。

## 経歴
1943年、イングランド・サルフォード生まれ。24歳のときにケンブリッジ大学トリニティー・カレッジで博士号を取得。その後オックスフォード大学のウォドム・カレッジ、リネカー・カレッジ、セント・キャサリンズ・カレッジなどで学んだ。現在はマンチェスター大学で文化論の教授とジョン・ライランズ・フェローの研究員をしている。

## 業績
イーグルトンはマルクス主義の文芸批評家レイモンド・ウィリアムズに師事し、19世紀の文学および20世紀の文学についてマルクス主義的な研究をしている。最近では研究の方法をより伝統的な文学論に接近させている。1960年代にケンブリッジ大学の急進的カトリック集団「Slant（傾斜）」に関わり、Towards a New Left Theology（『新左翼神学論』）に収められている数多くの記事を寄稿した。彼の最新の刊行物では神学的問題への新しい関心を示している。また精神分析学にも影響を受けており、スラヴォイ・ジジェクを学問的に支持している。
『文学とは何か』(Literary Theory : An Introduction, 1983年）では、19世紀ロマン主義から最近のポストモダニズムまでの文献をマルクス主義的に研究し、脱構築主義などの流行学説を批判している。また彼は学問上だけでなく政治上もマルクス主義を標榜している。オックスフォード時代には、アラン・ソーネットらの労働者社会主義同盟(WSL, Workers' Socialist League)に加わるなど、マルクス主義活動に熱心であり、New Statesmanや、Red Pepper、『ガーディアン』などの雑誌・新聞に政治時事評論を寄稿していた。
『アフター・セオリー』(2003年）において、現代文化と現代文学の学際研究について論じ、その品質低下を指摘している。イーグルトンはこの分野における学際的研究の有用性を認めないわけではなく、包括的な研究がおこなわれていないとした。現代神学やポストモダニズムの研究は絶対的な価値について語られていないことを指摘し、絶対的な価値の実在を主張した。われわれが自主的に選ぶことが出来ず、自主的に離脱することが出来ない（自殺をのぞけば）肉体に生きなくてはいけないことから、肉体とその死滅に人間生活の絶対的価値を主張している。一方で、イーグルトンはアイルランド文化についての三部作的著作を完成させている。
『文学とは何か』における記述は筒井康隆の『文学部唯野教授』の下敷きになったと言われている。

## 著書

### 単著
- The New Left Church, [as Terence Eagleton](Sheed & Ward, 1966).
- Shakespeare and Society: Critical Studies in Shakespearean Drama, (Chatto & Windus, 1967).
- Exiles and Emigres: Studies in Modern Literature, (Chatto & Windus, 1970).
- The Body as Language: Outline of a New Left Theology (Sheed & Ward, 1970)
- Myths of Power: A Marxist Study of the Brontes, (Macmillan, 1975, 2nd ed., 1988).
  - 大橋洋一訳『テリー・イーグルトンのブロンテ三姉妹』（晶文社, 1990年）
- Criticism and Ideology: A Study in Marxist Literary Theory, (NLB, 1976).
  - 高田康成訳『文芸批評とイデオロギー：マルクス主義文学理論のために』（岩波書店・岩波現代選書, 1980年）
- Marxism and Literary Criticism, (University of California Press, 1976).
  - 有泉学宙ほか訳『マルクス主義と文芸批評』（国書刊行会, 1987年）
- Walter Benjamin, or, Towards a Revolutionary Criticism, (Verso, 1981).
  - 有満麻美子・高井宏子・今村仁司訳『ワルター・ベンヤミン――革命的批評に向けて』（勁草書房, 1988年）
- The Rape of Clarissa: Writing, Sexuality, and Class Struggle in Samuel Richardson, (Blackwell, 1982).
  - 大橋洋一訳『クラリッサの凌辱――エクリチュール, セクシュアリティー, 階級闘争』（岩波書店, 1987年／岩波モダンクラシックス, 1999年）
- Literary Theory: An Introduction, (Blackwell, 1983, 2nd ed., 1996 3rd ed., <Anniversary Edition>, 2008).
  - 大橋洋一訳『文学とは何か――現代批評理論への招待』（岩波書店, 1985年、新版1997年／岩波文庫 上・下, 2014年）
- The Function of Criticism: from the Spectator to Post-Structuralism, (Verso, 1984).
  - 大橋洋一訳『批評の機能――ポストモダンの地平』（紀伊國屋書店, 1988年）
- William Shakespeare, (Blackwell, 1986).
  - 大橋洋一訳『シェイクスピア――言語・欲望・貨幣』（平凡社, 1992年／平凡社ライブラリー, 2013年）
- Against the Grain: Essays, 1975-1985, (Verso, 1986).
  - 大橋洋一・鈴木聡・黒瀬恭子・道家英穂・岩崎徹訳『批評の政治学――マルクス主義とポストモダン』（平凡社, 1986年）
- Saints and Scholars, (Verso, 1987).
  - 鈴木聡訳『聖人と学者の国』（平凡社, 1989年）
- Saint Oscar, (Field Day, 1989).
- The Significance of Theory, (Blackwell, 1990).
  - 山形和美訳『理論の意味作用』（法政大学出版局, 1997年）
- The Ideology of the Aesthetic, (Blackwell, 1990).
  - 鈴木聡・藤巻明・新井潤美・後藤和彦訳『美のイデオロギー』（紀伊國屋書店, 1996年）
- Ideology: An Introduction, (Verso, 1991).
  - 大橋洋一訳『イデオロギーとは何か』（平凡社, 1996／平凡社ライブラリー, 1999年）
- Wittgenstein: The Terry Eagleton Script, The Derek Jarman Film, (British Film Institute, 1993)
  - 『WITTGENSTEIN』（アップリンク, 1994年）
- Heathcliff and the Great Hunger: Studies in Irish Culture, (Verso, 1995).
  - 鈴木聡訳『表象のアイルランド』（紀伊國屋書店, 1997年）
- The Illusions of Postmodernism, (Blackwell, 1996).
  - 森田典正訳『ポストモダニズムの幻想』（大月書店, 1998年）
- Marx and Freedom, (Phoenix, 1997).　Reprint as Marx, (Routledge, 1999).
- Crazy John and the Bishop and other Essays on Irish Culture, (Cork University Press, 1998).
- Scholars and Rebels in Nineteenth-century Ireland, (Blackwell, 1999).
  - 大橋洋一・梶原克教訳『学者と反逆者――19世紀アイルランド』（松柏社, 2008年）
- The Truth about the Irish, (New Island Books, 1999).
  - 小林章夫訳『とびきり可笑しなアイルランド百科』（筑摩書房, 2002年）
- The Idea of Culture, (Blackwell, 2000).
  - 大橋洋一訳『文化とは何か』（松柏社, 2006年）
- The Gatekeeper: A Memoir, (Allen Lane, 2001).
  - 滝沢正彦・滝沢みち子訳『ゲートキーパー――イーグルトン半生を語る』（大月書店, 2004年）
- After Theory, (Basic Books, 2003).
  - 小林章夫訳『アフター・セオリー――ポスト・モダニズムを超えて』（筑摩書房, 2005年）
- Figures of Dissent: Critical Essays on Fish, Spivak, Zizek and Others, (Verso, 2003).
  - 大橋洋一・小澤英実・吉岡範武・吉田季実子訳『反逆の群像――批評とは何か』（青土社, 2008年）
- Sweet Violence: the Idea of the Tragic, (Blackwell, 2003).
  - 森田典正訳『甘美なる暴力――悲劇の思想』（大月書店, 2004年）
- Holy Terror, (Oxford University Press, 2005).
  - 大橋洋一訳『テロリズム　聖なる恐怖』（岩波書店, 2011年）
- The English Novel, (Blackwell, 2005).
- How to Read a Poem , (Wiley-Blackwell, 2006).
  - 川本皓嗣訳『詩をどう読むか』（岩波書店, 2011年）
- The Meaning of Life, (Oxford University Press, 2007／A Very Short Introduction(OUP), 2008).
  - 有泉学宙・高橋公雄・清水英之・松村美佐子訳『人生の意味とは何か』（彩流社, 2013年）
- Trouble with Strangers: A Study of Ethics, (2008)
- Reason, Faith, and Revolution: Reflections on the God Debate, (The Terry Lectures Series), (Yale University Press, 2009）
  - 大橋洋一・小林久美子訳『宗教とは何か』（青土社, 2010年）
- The Task of the Critic: Terry Eagleton in Dialogue with Matthew Beaumont, (Verso, 2009)
  - 大橋洋一訳『批評とは何か――イーグルトン、すべてを語る』（青土社, 2012年）
- On Evil , (Yale University Press, 2010).
  - 前田和男訳『悪とはなにか』（ビジネス社, 2016年）
- Why Marx Was Right, (Yale University Press, 2011)
- The Event of Literature, (Yale University Press, 2012)
  - 大橋洋一訳『文学という出来事』（平凡社, 2018年）
- Across the Pond; An Englishman's View of America, (W. W. Norton & Company, 2013)
  - 大橋洋一・吉岡範武訳『アメリカ的、イギリス的』（河出ブックス, 2014）／改題『アメリカ人はどうしてああなのか』（河出文庫, 2017）
- How to Read Literature, (Yale University Press, 2013)
- Culture and the Death of God, (Yale University Press, 2014)
  - 大橋洋一・畑江里美訳『文化と神の死』（青土社, 2021年）
- Hope without Optimism, (University of Virginia Press, 2015)
  - 大橋洋一訳『希望とは何か――オプティミズムぬきで語る』（岩波書店, 2022年）
- Culture, (Yale University Press, 2016)
- Materialism, (Yale University Press, 2017)
- Radical Sacrifice, (Yale University Press, 2018)
- Humour, (Yale University Press, 2019)
- Tragedy, (Yale University Press, 2020)
  - 大橋洋一訳『悲劇とは何か』（平凡社, 2025年8月）

### 共著
- Nationalism, Colonialism, and Literature, with Fredric Jameson and Edward W. Said, (University of Minnesota Press, 1990).

増渕正史・安藤勝夫・大友義勝訳『民族主義・植民地主義と文学』（法政大学出版局, 1996年）

### 編著
- Raymond Williams: Critical Perspectives, (Polity Press, 1989).
- Ideology, (Longman, 1994).
- Marxist Literary Theory: A Reader, (Blackwell, 1996).